# Riversdale (Südafrika)
Riversdale (afrikaans Riversdal) ist eine Kleinstadt in der Lokalgemeinde Hessequa, im Distrikt Garden Route der südafrikanischen Provinz Westkap. In der Stadt befindet sich der Sitz der Gemeindeverwaltung von Hessequa.

## Geographie
Die Stadt liegt an der Nationalstraße N2 zwischen Kapstadt und George und am Fuß der Langeberg Mountains. Riversdale ist landwirtschaftlich geprägt, bildet aber die zentrale Drehscheibe für Dienstleistungen und Einkäufe der umliegenden Farmen, kleineren Ortschaften und der Küstenorte Witsand und Stilbaai.
Gemäß der Volkszählung von 2011 lebten in Riversdale 16.176 Einwohner in 4515 Haushalten auf 100,45 km².

## Geschichte
Gegründet wurde Riversdale im August 1838 auf dem Gelände der Farm Doornkraal. Später wurde sie nach dem in Swellendam amtierenden, lokalen Landdrost (1834–1841) Harry Rivers (1785–1861) benannt. Seit dem Juni 1849 besteht das Stadtrecht.

## Verkehr
Durch die Bahnstrecke Worcester–Voorbaai ist Riversdale an das südafrikanische Eisenbahnnetz angeschlossen.

## Söhne und Töchter der Stadt
- Gysbert Hofmeyr (1871–1942), Politiker
- Dalene Matthee (1938–2005), Schriftstellerin